# Declaración de Fráncfort
La Declaración de Fráncfort es la denominación general que se le da a los principios titulados Objetivos y Tareas de la Democracia Socialista publicados por la Internacional Socialista en Fráncfort del Óder, Alemania Federal, el 3 de julio de 1951. La Declaración condena el capitalismo a causa de que coloca a los «derechos de propiedad antes que los derechos del hombre», por permitir la desigualdad económica, y por su apoyo histórico al imperialismo y al fascismo.
La Declaración de Fráncfort fue modernizada en el 18º Congreso de la Internacional Socialista realizado en Estocolmo en junio de 1989.